# 2004-es MTV Video Music Awards
A 2004-es MTV Video Music Awards díjátadója 2004. augusztus 29-én került megrendezésre, és a legjobb, 2003. június 10-től 2004. június 30-ig készült klipeket díjazta. A díjakat a miami AmericanAirlines Arena-ban adták át, és az előző évekkel ellentétben nem volt házigazda.

## Jelöltek
A győztesek félkövérrel vannak jelölve.

### Az év videója
OutKast — Hey Ya!
- D12 — My Band
- Jay-Z — 99 Problems
- Britney Spears — Toxic
- Usher (közreműködik Ludacris és Lil Jon) — Yeah!

### Legjobb férfi videó
Usher (közreműködik Lil Jon és Ludacris) — Yeah!
- Jay-Z — 99 Problems
- Prince — Musicology
- Justin Timberlake — Señorita
- Kanye West (közreműködik Syleena Johnson) — All Falls Down

### Legjobb női videó
Beyoncé — Naughty Girl
- Christina Aguilera — The Voice Within
- Alicia Keys — If I Ain't Got You
- Jessica Simpson — With You
- Britney Spears — Toxic

### Legjobb csapatvideó
No Doubt — It's My Life
- D12 — My Band
- Good Charlotte — Hold On
- Hoobastank — The Reason
- Maroon 5 — This Love

### Legjobb új előadó egy videóban
Maroon 5 — This Love
- The Darkness — I Believe in a Thing Called Love
- Jet — Are You Gonna Be My Girl
- JoJo — Leave (Get Out)
- Kanye West (közreműködik Syleena Johnson) — All Falls Down
- Yellowcard — Ocean Avenue

### Legjobb pop videó
No Doubt — It's My Life
- Hilary Duff — Come Clean
- Avril Lavigne — Don't Tell Me
- Jessica Simpson — With You
- Britney Spears — Toxic

### Legjobb rock videó
Jet — Are You Gonna Be My Girl
- The Darkness — I Believe in a Thing Called Love
- Evanescence — My Immortal
- Hoobastank — The Reason
- Linkin Park — Breaking the Habit

### Legjobb R&B videó
Alicia Keys — If I Ain’t Got You
- Beyoncé — Me, Myself and I
- Brandy (közreműködik Kanye West) — Talk About Our Love
- R.Kelly — Step in the Name of Love
- Usher — Burn

### Legjobb rap videó
Jay-Z — 99 Problems
- 50 Cent (közreműködik Snoop Dogg és a G-Unit) — P.I.M.P. (remix)
- D12 — My Band
- Lil Jon and The East Side Boyz (közreműködik a Ying Yang Twins)— Get Low
- Ludacris (közreműködik Shawnna) — Stand Up

### Legjobb hiphopvideó
OutKast — Hey Ya!
- The Black Eyed Peas — Hey Mama
- Chingy (közreműködik Ludacris és Snoop Dogg)— Holidae Inn
- Nelly (közreműködik P. Diddy és Murphy Lee) — Shake Ya Tailfeather
- Kanye West (közreműködik Syleena Johnson)— All Falls Down

### Legjobb dance videó
Usher (közreműködik Lil Jon és Ludacris) — Yeah!
- Beyoncé — Naughty Girl
- The Black Eyed Peas — Hey Mama
- Missy Elliott — I'm Really Hot
- Britney Spears — Toxic

### Legnagyobb áttörés
Franz Ferdinand — Take Me Out
- Modest Mouse — Float On
- New Found Glory — All Downhill from Here
- Steriogram — Walkie Talkie Man
- Kanye West (közreműködik Syleena Johnson) — All Falls Down
- The White Stripes — The Hardest Button to Button

### Legjobb rendezés
Jay-Z — 99 Problems (Rendező: Mark Romanek)
- No Doubt — It's My Life (Rendező: David LaChapelle)
- OutKast — Hey Ya! (Rendező: Bryan Barber)
- Steriogram — Walkie Talkie Man (Rendező: Michel Gondry)
- The White Stripes — The Hardest Button to Button (Rendező: Michel Gondry)

### Legjobb koreográfia
The Black Eyed Peas — Hey Mama (Koreográfus: Fatima Robinson)
- Beyoncé — Naughty Girl (Koreográfus: Frank Gatson Jr. és LaVelle Smith Jnr)
- Missy Elliott — I'm Really Hot (Koreográfus: Hi-Hat)
- Sean Paul — Like Glue (Koreográfus: Tanesha Scott)
- Usher (közreműködik Ludacris és Lil Jon) — Yeah! (Koreográfus: Devyne Stephens)

### Legjobb speciális effektek
OutKast — Hey Ya! (Speciális effektek: Elad Offer, Chris Eckardt és Money Shots)
- Incubus — Megalomaniac (Speciális effektek: Jake Banks, Matt Marquis és Stardust Studios)
- Modest Mouse — Float On  (Speciális effektek: Christopher Mills és Revolver Film Company)
- Steriogram — Walkie Talkie Man (Speciális effektek: Angus Kneale, Jamie Scott és The Mill)
- The White Stripes — The Hardest Button to Button (Speciális effektek: Richard de Carteret, Angus Kneale és Dirk Greene)

### Legjobb művészi rendezés
OutKast — Hey Ya! (Művészi rendezés: Eric Beauchamp)
- Alicia Keys — If I Ain’t Got You (Művészi rendezés: Rob Buono)
- No Doubt — It's My Life (Művészi rendezés: Kristen Vallow)
- Steriogram — Walkie Talkie Man (Művészi rendezés: Lauri Faggioni)
- Yeah Yeah Yeahs — Maps (Művészi rendezés: Jeff Everett)

### Legjobb vágás
Jay-Z — 99 Problems (Vágó: Robert Duffy)
- Jet — Are You Gonna Be My Girl (Vágó: Megan Bee)
- Simple Plan — Perfect (Vágó: Declan Whitebloom)
- The White Stripes — The Hardest Button to Button (Vágó: Charlie Johnston, Geoff Hounsell és Andy Grieve)
- Yeah Yeah Yeahs — Maps (Vágó: Anthony Cerniello)

### Legjobb operatőr
Jay-Z — 99 Problems (Operatőr: Joaquin Baca-Asay)
- Christina Aguilera — The Voice Within (Operatőr: Jeff Cronenweth)
- Beyoncé — Naughty Girl (Operatőr: Jim Hawkinson)
- No Doubt — It's My Life (Operatőr: Jeff Cronenweth)
- Yeah Yeah Yeahs — Maps (Operatőr: Shawn Kim)

### Legjobb videójáték betétdal
Tony Hawk's Underground (Activision)
- Madden NFL 2004 (Electronic Arts)
- Need for Speed: Underground (Electronic Arts)
- SSX 3 (Electronic Arts)
- True Crime: Streets of LA (Activision)

### MTV2 díj
Yellowcard — Ocean Avenue
- Elephant Man — Pon Di River
- Franz Ferdinand  — Take Me Out
- Modest Mouse  — Float On
- Twista (közreműködik Kanye West és Jamie Foxx) — Slow Jamz
- Yeah Yeah Yeahs — Maps

### Közönségdíj
Linkin Park — Breaking the Habit
- Christina Aguilera — The Voice Within
- Good Charlotte — Hold On
- Simple Plan — Perfect
- Yellowcard — Ocean Avenue

## Fellépők

### Elő-show
- Jadakiss (közreműködik Anthony Hamilton) — Why
- Ashlee Simpson — Pieces of Me
- New Found Glory — All Downhill from Here

### Fő show
- Usher (közreműködik Ludacris és Lil Jon) — Confessions Part II/Yeah!
- Jet — Are You Gonna Be My Girl
- Hoobastank — The Reason
- Yellowcard — Ocean Avenue
- Kanye West (közreműködik Chaka Khan és Syleena Johnson) — Jesus Walks/All Falls Down/Through the Fire
- Lil Jon & The East Side Boyz — Get Low
- Ying Yang Twins — Salt Shaker
- Petey Pablo — Freek-a-Leek
- Terror Squad (közreműködik Fat Joe) — Lean Back
- Jessica Simpson — With You/Angels
- Nelly (közreműködik Christina Aguilera) — Tilt Ya Head Back
- Alicia Keys (közreműködik Lenny Kravitz és Stevie Wonder) — If I Ain't Got You/Higher Ground
- The Polyphonic Spree — Hold Me Now
- OutKast — Prototype/The Way You Move/Ghettomusick/Hey Ya!

## Díjátadók
- Will Smith és Shaquille O’Neal — Legjobb pop videó
- Hilary Duff és Matthew Lillard — Legjobb rap videó
- Omarion és Eva Mendes — Legjobb női videó
- Christina Aguilera és Missy Elliott — Legjobb férfi videó
- Lenny Kravitz és Naomi Campbell — Legjobb R&B videó
- Gwen Stefani és Owen Wilson — Legjobb rock videó
- D12 és a Good Charlotte (Benji és Joel Madden) — Legjobb videójáték betétdal
- Jimmy Fallon, Queen Latifah és Wayne Coyne — Legjobb hiphopvideó
- P. Diddy és Mase — Legjobb dance videó
- Paris Hilton és Nick Lachey — Legjobb csapatvideó
- Ashlee Simpson és Tony Hawk — Legjobb új előadó egy videóban
- Beastie Boys és "Sasquatch" — MTV2 díj
- JoJo, Kaitlin Sandeno, Kerri Walsh, Misty May és Carly Patterson — Közönségdíj
- Gwyneth Paltrow — Az év videója